# Lockhart (Teksas)
Lockhart je grad u američkoj saveznoj državi Teksas. Prema popisu stanovništva iz 2010. u njemu je živjelo 12.698 stanovnika.